# Akeem Haynes
Akeem Haynes (né le 3 novembre 1992 dans la paroisse de Westmoreland en Jamaïque) est un athlète canadien, specialiste du sprint.

## Biographie
Né en Jamaïque, il déménage avec sa famille à Yellowknife, dans les Territoires du Nord-Ouest quand il avait 7 ans, avant de s'installer à Calgary à 10 ans. Il fait partie comme remplaçant du relais canadien lors des Jeux olympiques de Londres en 2012. Son meilleur temps sur 100 m est de 10 s 15, obtenu le 3 juillet 2015 à Edmonton.
Le 2 avril 2016, avec l'équipe B du Canada, il établit la meilleure performance de l'année du relais 4 x 100 m en 38 s 11 lors des Florida Relays avec ses coéquipiers Brendon Rodney, Aaron Brown et Andre De Grasse. Le 19 août 2016 à Rio de Janeiro, il bat le record national du 4 × 100 m avec Aaron Brown, Brendon Rodney et Andre De Grasse, en 37 s 64, médaille de bronze, en mettant fin au record de 1996 de 37 s 69 obtenu également lors des Jeux olympiques 20 ans auparavant.

## Palmarès
| Date | Compétition               | Lieu           | Résultat | Épreuve   | Temps   |
| ---- | ------------------------- | -------------- | -------- | --------- | ------- |
| 2016 | Jeux olympiques           | Rio de Janeiro | 3e       | 4 × 100 m | 37 s 64 |
| 2017 | Relais mondiaux de l'IAAF | Nassau         | finale   | 4 x 100 m | DNF     |

## Records
| Épreuve | Temps              | Lieu     | Date           |
| ------- | ------------------ | -------- | -------------- |
| 100 m   | 10 s 15 (+1,1 m/s) | Edmonton | 3 juillet 2015 |
| 200 m   | 20 s 83 (+0,3 m/s) | Waco     | 21 avril 2012  |